# Christian B. Anfinsen
Christian Boehmer Anfinsen Jr. (født 26. marts 1916, død 14. maj 1995) var en amerikansk biokemiker. Han modtog nobelprisen i kemi i 1972 sammen med Stanford Moore og William Howard Stein for deres forskning i ribonuklease, særligt om forbindelsen mellem aminosyresekvensen og den biologisk aktive konformation (Anfinsens dogma).